# Seville Hotel
Le Seville Hôtel est un hôtel historique de Manhattan, à New York. Il est situé à l'ouest de Madison Avenue, dans le quartier Nomad,. Construit en 1904 dans le style Beaux-Arts, l'édifice de 12 étages est inscrit sur le Registre national des lieux historiques depuis le 24 février 2005.

## Source de traduction
- (es) Cet article est partiellement ou en totalité issu de l’article de Wikipédia en espagnol intitulé « Seville Hotel (Nueva York) » (voir la liste des auteurs).